# Galinduste
Galinduste ist ein kleiner Ort und eine westspanische Gemeinde (municipio) mit 400 Einwohnern (Stand: 2024) in der Provinz Salamanca in der Autonomen Gemeinschaft Kastilien-León. Neben dem Hauptort Galinduste gehören die Ortschaften Gutiérrez Velasco Álvarez und Martín Pérez sowie die Wüstungen Andarromero und Gutiérrez Velasco Delgado zur Gemeinde.

## Lage
Galinduste liegt etwa 45 Kilometer südsüdöstlich von Salamanca in einer Höhe von 945 m.

## Bevölkerungsentwicklung
| Jahr      | 1900 | 1950 | 1960 | 1970 | 1981 | 1991 | 2001 | 2011 | 2021 |
| Einwohner | 1358 | 1574 | 1378 | 927  | 701  | 628  | 571  | 474  | 414  |

## Sehenswürdigkeiten
- Kirche Unser Lieben Frau von La Zarza (Iglesia de Nuestra Señora de la Zarza)
- Uhrenturm mit den Resten der früheren Befestigung

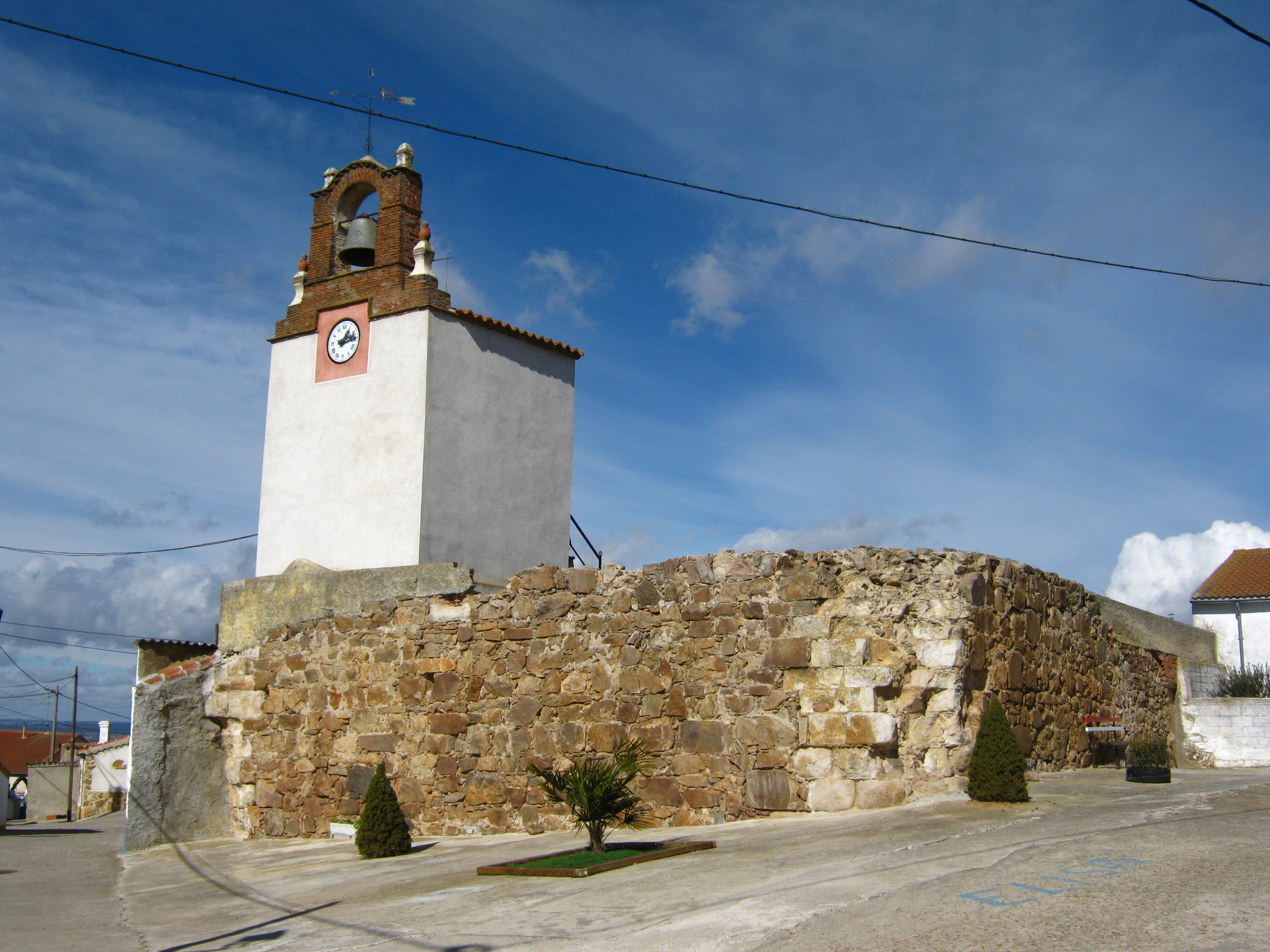
Uhrenturm mit früherer Befestigungsanlage